# Fabian Müllauer
Fabian Müllauer (* 2. Februar 2003 in Zell am See, Land Salzburg) ist ein österreichischer Biathlet, der 2024 sein Debüt im Weltcup gab.

## Sportliche Laufbahn
Fabian Müllauer nahm von 2020 bis Anfang 2024 international ausschließlich an Wettkämpfen auf Juniorenebene teil. Sein Debüt gab er bei den Jugendweltmeisterschaften 2020, wo er unter anderem 17. des Sprints wurde. Noch einmal verbessern konnte sich der Österreicher bei den Meisterschaften 2022, bei denen er Rang neun in Sprint und Verfolgung belegte. Im Winter 2022/23 startete er regelmäßig im Junior-Cup und verpasste in Haanja mit der Staffel einen Podestplatz nur knapp, im Einzel des Olympischen Jugendfestivals resultierte Platz sieben. Deutlich erfolgreicher schnitt Müllauer in der Saison 2023/24 ab; in den Sprints von Ridnaun und Jakuszyce erzielte er seine ersten Podestplätze und belegte am Saisonende hinter seinem Landsmann Lukas Haslinger Rang zwei in der Juniorcup-Gesamtwertung. Auch bei den Juniorenweltmeisterschaften konnte der Österreicher überzeugen, wurde Fünfter des Sprints und Dritter an der Seite von Oliver Lienbacher, Lara Wagner und Anna Andexer im Mixedwettkampf. Schon im Januar gab er zudem in Martell seinen Einstand im IBU-Cup und erreichte schon in seinem zweiten Wettkampf mit Platz sechs im Sprint die Siegerehrung.
Für die Saison 2024/25 wurde Müllauer in die österreichische Nationalmannschaft aufgenommen. Sein Debüt im Weltcup gab er, nachdem er die ersten Saisonwettkämpfe krankheitsbedingt auslassen musste, bei seinen Heimwettkämpfen in Hochfilzen, belegte aber nach fünf Schießfehlern nur Rang 100 im Sprint. Nach dem Jahreswechsel startete der Österreicher wieder im IBU-Cup und lief in Osrblie durchaus überraschend im Sprint auf Rang zwei, wobei er sich nur Isak Frey geschlagen geben musste. Auch mit der Mixedstaffel gelang ihm gemeinsam mit Lea Rothschopf, Lara Wagner und Fredrik Mühlbacher der zweite Rang. In Antholz erreichte Müllauer Mitte Januar sein erstes Verfolgungsrennen im Weltcup, einen Monat später nahm er an seinen letzten Juniorenweltmeisterschaften teil und gewann wie im Vorjahr mit der Mixedstaffel Bronze. Am Saisonende war er in Oslo wieder Teil der Nationalmannschaft und gewann als 31. des Sprints seine ersten Weltcuppunkte.

## Persönliches
Müllauer lebt in Saalfelden am Steinernen Meer.

## Statistiken

### Weltcupplatzierungen
Die Tabelle zeigt alle Platzierungen (je nach Austragungsjahr einschließlich Olympische Spiele und Weltmeisterschaften).
- 1.–3. Platz: Anzahl der Podiumsplatzierungen
- Top 10: Anzahl der Platzierungen unter den ersten zehn (einschließlich Podium)
- Punkteränge: Anzahl der Platzierungen innerhalb der Punkteränge (einschließlich Podium und Top 10)
- Starts: Anzahl gelaufener Rennen in der jeweiligen Disziplin
- Staffel: inklusive Mixed- und Single-Mixed-Staffeln

| Platzierung               | Einzel | Sprint | Verfolgung | Massenstart | Staffel | Gesamt |
| ------------------------- | ------ | ------ | ---------- | ----------- | ------- | ------ |
| 1. Platz                  |        |        |            |             |         |        |
| 2. Platz                  |        |        |            |             |         |        |
| 3. Platz                  |        |        |            |             |         |        |
| Top 10                    |        |        |            |             |         |        |
| Punkteränge               |        | 1      |            |             |         | 1      |
| Starts                    |        | 4      | 2          |             |         | 6      |
| Stand: Saisonende 2024/25 |        |        |            |             |         |        |

### Weltcupwertungen
Ergebnisse bei Weltcups (Disziplinen- und Gesamtweltcup) gemäß Punktesystem.
| Saison  | Einzel | Einzel | Sprint | Sprint | Verfolgung | Verfolgung | Massenstart | Massenstart | Gesamt | Gesamt |
| Saison  | Platz  | Punkte | Platz  | Punkte | Platz      | Punkte     | Platz       | Punkte      | Platz  | Punkte |
| ------- | ------ | ------ | ------ | ------ | ---------- | ---------- | ----------- | ----------- | ------ | ------ |
| 2024/25 | –      | –      | 64.    | 10     | –          | –          | –           | –           | 75.    | 10     |

### Jugend-/Juniorenweltmeisterschaften
Müllauer nahm bis 2022 an den Jugend-, ab 2023 an den Juniorenwettkämpfen teil.
| Weltmeisterschaften | Weltmeisterschaften | Einzelwettbewerbe | Einzelwettbewerbe | Einzelwettbewerbe | Einzelwettbewerbe | Staffelwettbewerbe | Staffelwettbewerbe |
| Jahr                | Ort                 | Einzel            | Sprint            | Verfolgung        | Massenstart 60    | Männerstaffel      | Mixedstaffel       |
| ------------------- | ------------------- | ----------------- | ----------------- | ----------------- | ----------------- | ------------------ | ------------------ |
| 2020                | Lenzerheide         | 74.               | 17.               | 30.               | nicht ausgetragen | –                  | nicht ausgetragen  |
| 2021                | Obertilliach        | 19.               | 23.               | 21.               | nicht ausgetragen | 6.                 | nicht ausgetragen  |
| 2022                | Soldier Hollow      | –                 | 9.                | 9.                | nicht ausgetragen | 11.                | nicht ausgetragen  |
| 2023                | Schtschutschinsk    | 20.               | 22.               | 18.               | nicht ausgetragen | 7.                 | –                  |
| 2024                | Otepää              | 52.               | 5.                | nicht ausgetragen | 9.                | 7.                 | 3.                 |
| 2025                | Östersund           | 27.               | 6.                | nicht ausgetragen | 22.               | 12.                | 3.                 |